# Pseudovalsa umbonata
Pseudovalsa umbonata är en svampart som först beskrevs av Tul. & C. Tul., och fick sitt nu gällande namn av Pier Andrea Saccardo 1883. Pseudovalsa umbonata ingår i släktet Pseudovalsa och familjen Pseudovalsaceae.  Arten är reproducerande i Sverige. Inga underarter finns listade i Catalogue of Life.